# Cicha (Soblówka)
Cicha – przysiółek wsi Soblówka w województwie śląskim, w powiecie żywieckim w gminie Ujsoły. 
Przysiółek administracyjnie należy do sołectwa Soblówka.
W latach 1975–1998 przysiółek administracyjnie należał do województwa bielskiego.
Wierni kościoła rzymskokatolickiego należą do parafii Niepokalanego Serca NMP w  Soblówce.